# Polityka konkurencji w Unii Europejskiej
Polityka konkurencji Unii Europejskiej polega na kontroli rynku w granicach Unii Europejskiej w celu ochrony konkurencji przed zakłóceniami. Ma wyeliminować zachowania antykonkurencyjne, m.in. zapobiega powstawaniu karteli i monopoli. Europejskie prawo o konkurencji obecnie opiera się głównie na artykułach od 101 do 109 traktatu o funkcjonowaniu Unii Europejskiej.

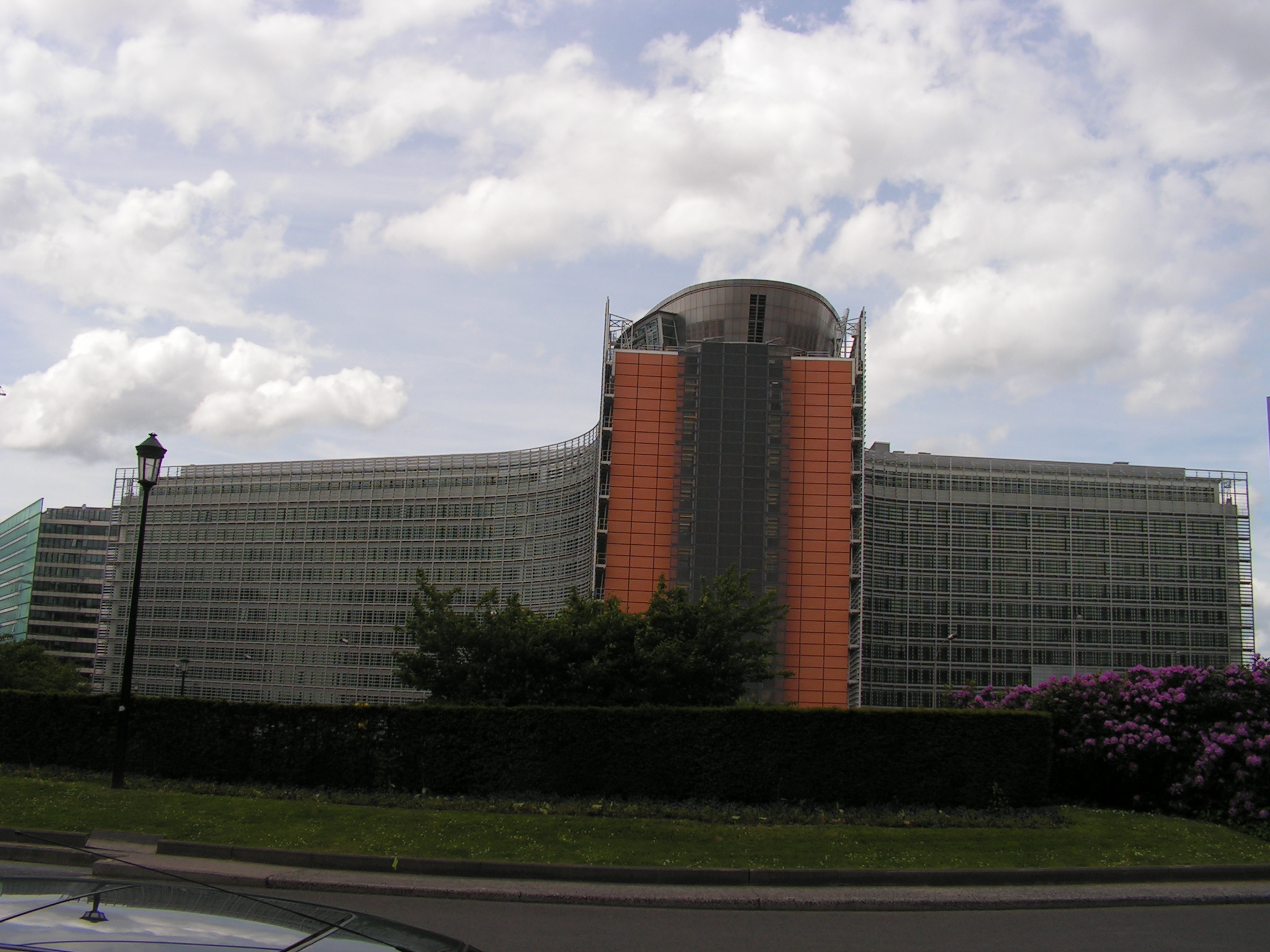
Budynek Komisji Europejskiej w Brukseli

## Instytucje nadzorujące[4]

### Parlament Europejski
W parlamencie europejskim kwestiami konkurencji zajmują się obecnie 2 komisje:
- Komisja parlamentarna ECON (sprawy gospodarcze i monetarne)
- Komisja parlamentarna IMCO (rynek wewnętrzny i ochrona konsumentów)

### Rada Europejska
Rada Europejska w porozumieniu z Parlamentem Europejskim zatwierdza komisarza ds. konkurencji.

### Rada Unii Europejskiej
Ministrowie z poszczególnych państw regularnie spotykają się, aby omawiać kwestie związane z konkurencją, w ramach tzw. Rady ds. Konkurencyjności.

### Komisja Europejska
Komisja Europejska czuwa nad prawidłowym stosowaniem unijnych przepisów w sprawie konkurencji. Monitoruje, a w razie potrzeby uniemożliwia:
- zawieranie porozumień antykonkurencyjnych
- nadużywanie przez firmy dominującej pozycji na rynku
- zawieranie połączeń i przejęć
- udzielenie pomocy państwa.

W tym celu komisja europejska ma szerokie uprawnienia w zakresie kontroli, a rządy państw członkowskich mają obowiązek informować komisję o udzielanej pomocy państwowej z wyprzedzeniem. Od 2004 roku również krajowe organy ds. konkurencji mogą egzekwować stosowanie art. 101 i 102 TFUE. Wdrażając politykę konkurencji, komisja uwzględnia interes konsumentów.

### Europejski Trybunał Sprawiedliwości
Sprawami związanymi z konkurencją zajmuje się aktualnie Sąd UE, a odwołania rozpatruje Trybunał Sprawiedliwości. Sądy krajowe mogą zwracać się do Trybunału Sprawiedliwości w celu otrzymania interpretacji unijnego prawa o konkurencji w konkretnej sytuacji.

### Europejski Bank Centralny
Z Bankiem Centralnym konsultowane są wszystkie kwestie z zakresu konkurencji związane z sektorem bankowym.

### Trybunał Obrachunkowy
Trybunał ma prawo weryfikowania kar nałożonych na firmy, które uznano za winne praktyk antykonkurencyjnych w sprawach prowadzonych przez Komisję.

### Europejski Komitet Ekonomiczno-Społeczny
W Komitecie istnieje specjalny dział zajmujący się polityką konkurencji i ochroną konsumentów (Sekcja ds. Jednolitego Rynku, Produkcji i Konsumpcji – INT).

## Europejska Sieć Konkurencji
W każdym kraju Unii Europejskiej istnieje organ stojący na straży unijnego prawa o konkurencji. Instytucje te mogą wstrzymać zawarte umowy między przedsiębiorstwami, które mogą ograniczać konkurencje. Mają również prawo nałożyć kary na przedsiębiorstwa łamiące unijne prawo ds. konkurencji. Organy te wymieniają się przydatnymi informacjami z Komisją Europejską na temat wdrażania reguł konkurencji UE poprzez Europejską sieć konkurencji. W egzekwowaniu prawa biorą również udział krajowe sądy orzekając jej zgodność z wymogami Unii Europejskiej.

## Przykłady spraw z zakresu polityki konkurencji UE[7]

### Motoryzacja

#### Likwidacja kartelu producentów szyb samochodowych
W latach 1998–2003 przedsiębiorstwa o łącznym udziale w rynku szyb samochodowych sięgającym ok. 90 proc. nawiązały nielegalne kontakty w celu omówienia pułapów cenowych oraz podziału rynku i klientów. W 2008 r. Komisja nałożyła na 4 przedsiębiorstwa karę w wysokości niemal 1,4 mld euro, co jest najwyższą w historii karą zarówno dla pojedynczego przedsiębiorstwa (896 mln euro dla przedsiębiorstwa Saint Gobain, które dopuściło się wykroczenia po raz kolejny), jak i dla całego kartelu.

#### Volkswagen
Po otrzymaniu kilku skarg od Niemców i Austriaków, którzy doświadczali problemów z kupnem nowego pojazdu we Włoszech (gdzie ceny były niższe), Komisja odkryła, że Volkswagen nielegalnie zniechęcał sprzedawców do sprzedaży pojazdów klientom zamieszkałym w innych państwach UE. Volkswagen został obciążony karą 90 mln euro. Na innych producentów również nałożono kary za podobne praktyki – Mercedes (72 mln euro), Opel Nederland (43 mln euro) i Peugeot (niemal 50 mln euro).

### Telewizja
W latach 2001–2006 azjatyccy producenci ekranów LCD utworzyli kartel, na forum którego ustalali ceny i przekazywali sobie zastrzeżone informacje na temat dużych ekranów do telewizorów i komputerów. Ukaranych zostało sześciu producentów:
- Samsung Electronics i LG Display (Korea)

- AU Optronics, Chimei InnoLux Corporation, Chunghwa Picture Tubes i HannStar Display Corporation (Tajwan).

Kartel ten wywierał bezpośredni wpływ na sytuację europejskich konsumentów, jako że większość ciekłokrystalicznych telewizorów, monitorów komputerowych i notebooków produkowana jest właśnie w Azji. Komisja nałożyła na przedsiębiorstwa karę w wysokości 649 mln euro. Kary uniknął Samsung, jako że zgłosił istnienie kartelu i dostarczył cennych dowodów.

### Muzyka
Ceny muzyki w internetowym sklepie Apple’a różniły się w poszczególnych krajach. Na podstawie danych z kart kredytowych klientów iTunes określał, co można kupić i w jakiej cenie. W następstwie dochodzenia Komisji, wszczętego w związku ze skargą stowarzyszenia konsumentów, Apple odszedł od dyskryminacyjnego systemu cenowego.

### Komputery
Komisja wszczynała postępowania przeciwko koncernowi Microsoft w wielu przypadkach, szczególnie w związku z praktyką dołączania aplikacji do systemu operacyjnego Windows. Uniemożliwia to konkurencji wejście na rynek tych aplikacji, ponieważ użytkownicy systemu Windows nie mają potrzeby uzyskiwania konkurencyjnych aplikacji. Microsoft odmawiał również dzielenia się z konkurencyjnymi sprzedawcami informacjami, które umożliwiłyby ich produktom kompatybilność z produktami Microsoftu. Jak dotąd Microsoft został obciążony kwotą 1,68 mld euro.

### Lotnictwo
W 2006 r. tani przewoźnik Ryanair powiadomił Komisję o zamiarze przejęcia krajowego przewoźnika irlandzkiego Aer Lingus. Komisja zbadała potencjalny wpływ transakcji na konkurencję i konsumentów, zwłaszcza na ponad 14 mln pasażerów podróżujących co roku do Irlandii i z powrotem. W wyniku połączenia obu linii lotniczych powstałoby przedsiębiorstwo posiadające monopol lub dominującą pozycję na 35 trasach do lub z Irlandii, co doprowadziłoby do ograniczenia wyboru dla konsumentów i prawdopodobnie do podwyższenia cen. Ryanair otrzymał możliwość zaproponowania sposobów na przywrócenie konkurencji na tych trasach, jednak jego propozycje były niewystarczające, więc Komisja nie zatwierdziła przejęcia.